# French Open 2013 (turniej legend powyżej 45 lat)
French Open 2013 – turniej legend powyżej 45 lat – zawody deblowe legend powyżej 45 lat, rozgrywane w ramach drugiego w sezonie wielkoszlemowego turnieju tenisowego, French Open. Zmagania miały miejsce w dniach 4–9 czerwca na ziemnych kortach Stade Roland Garros w Paryżu.

## Drabinka

#### Klucz
- w/o – walkower
- k – krecz
- d – dyskwalifikacja
- Q – kwalifikant
- WC – dzika karta
- LL – szczęśliwy przegrany
- Alt – zawodnik zastępczy
- PR – ochrona rankingu
- SE – specjalna przepustka
- ITF – ranking ITF
- JE – ranking juniorski

### Faza finałowa
|  |       |                             |   |    |  |
|  | Finał |                             |   |    |  |
|  |       |                             |   |    |  |
|  |       |                             |   |    |  |
|  |       |                             |   |    |  |
|  | C3    | Mansur Bahrami Pat Cash     | 1 | 62 |  |
|  | C3    | Mansur Bahrami Pat Cash     | 1 | 62 |  |
|  | D3    | Andrés Gómez Mark Woodforde | 6 | 7  |  |
|  | D3    | Andrés Gómez Mark Woodforde | 6 | 7  |  |
|  |       |                             |   |    |  |

### Faza początkowa

#### Grupa C
|    |                               | Guy Forget Henri Leconte | Mikael Pernfors Mats Wilander | Mansur Bahrami Pat Cash | Mecze W–L | Sety W–L | Gemy W–L | Miejsce |
| C1 | Guy Forget Henri Leconte      |                          | 1:6, 6:4, 10–7                | 7:5, 2:6, 7–10          | 1–1       | 3–3      | 17–22    | 2.      |
| C2 | Mikael Pernfors Mats Wilander | 6:1, 4:6, 7–10           |                               | 6:4, 4:6, 7–10          | 0–2       | 2–4      | 20–19    | 3.      |
| C3 | Mansur Bahrami Pat Cash       | 5:7, 6:2, 10–7           | 4:6, 6:4, 10–7                |                         | 2–0       | 4–2      | 23–10    | 1.      |

#### Grupa D
|    |                              | John McEnroe Adriano Panatta | Peter McNamara Michael Stich | Andrés Gómez Mark Woodforde | Mecze W–L | Sety W–L | Gemy W–L | Miejsce |
| D1 | John McEnroe Adriano Panatta |                              | 6:3, 3:6, 10–2               | 4:6, 3:6                    | 1–1       | 2–3      | 17–21    | 2.      |
| D2 | Peter McNamara Michael Stich | 3:6, 6:3, 2–10               |                              | 3:6, 3:6                    | 0–2       | 1–4      | 15–22    | 3.      |
| D3 | Andrés Gómez Mark Woodforde  | 6:4, 6:3                     | 6:3, 6:3                     |                             | 2–0       | 4–0      | 24–13    | 1.      |